# Olatjärnen (Ramsjö socken, Hälsingland)
Olatjärnen är en sjö i Ljusdals kommun i Hälsingland och ingår i Delångersåns huvudavrinningsområde. Sjön har en area på 0,266 kvadratkilometer och ligger 420 meter över havet. Sjön avvattnas av vattendraget Olatjärnsbäcken.

## Delavrinningsområde
Olatjärnen ingår i det delavrinningsområde (690381-150745) som SMHI kallar för Utloppet av Olatjärnen. Medelhöjden är 437 meter över havet och ytan är 2,37 kvadratkilometer. Det finns inga avrinningsområden uppströms utan avrinningsområdet är högsta punkten. Olatjärnsbäcken som avvattnar avrinningsområdet har biflödesordning 3, vilket innebär att vattnet flödar genom totalt 3 vattendrag innan det når havet efter 137 kilometer. Avrinningsområdet består mestadels av skog (87 procent). Avrinningsområdet har 0,26 kvadratkilometer vattenytor vilket ger det en sjöprocent på 11,1 procent.